# Le Chautay
Le Chautay ist eine französische Gemeinde mit 264 Einwohnern (Stand: 1. Januar 2022) im Département Cher in der Region Centre-Val de Loire; sie gehört zum Arrondissement Saint-Amand-Montrond und ist Teil des  Kantons La Guerche-sur-l’Aubois. 

## Geographie
Le Chautay liegt etwa 44 Kilometer ostsüdöstlich von Bourges und etwa 14 Kilometer westsüdwestlich von Nevers am Canal de Berry. Umgeben wird Le Chautay von den Nachbargemeinden Menetou-Couture im Norden, Torteron im Norden und Nordosten, Cuffy im Osten, La Guerche-sur-l’Aubois im Süden und Südwesten sowie Saint-Hilaire-de-Gondilly im Westen und Nordwesten.

## Bevölkerungsentwicklung
| Jahr                       | 1962 | 1968 | 1975 | 1982 | 1990 | 1999 | 2006 | 2017 |
| Einwohner                  | 350  | 310  | 301  | 317  | 278  | 317  | 273  | 293  |
| Quellen: Cassini und INSEE |      |      |      |      |      |      |      |      |

## Sehenswürdigkeiten
- Kirche Saint-Saturnin aus dem 12. Jahrhundert
- Herrenhaus aus dem 15. Jahrhundert
- Wassermühle